# Times of Malta
The Times of Malta – anglojęzyczna gazeta codzienna na Malcie. Gazeta jest wydawana od 1935 roku przez Allied Newspapers Limited, której pakiet większościowy należy do Strickland Foundation, fundacji charytatywnej założonej przez Mabel Strickland w 1979 roku.

## Historia
„The Times of Malta” jest powiązana z od początku z Allied Newspapers Limited. Jej historia sięga 1920 roku, kiedy Gerald Strickland zaczął wydawać Il-Progress, pierwszą wieczorną gazetę na Malcie w języku maltańskim. Był to czterostronicowy dziennik drukowany we własnej drukarni przy ówczesnej Strada Reale 10A w Vallettcie. Nazwa „Progress” zachowała się do dziś w nazwie siostrzanej spółki Progress Press Company Limited, która powstała w 1946 roku.
3 lutego 1922 roku wyszedł jako tygodnik angielski dodatek do Il-Progress – Times of Malta. W tej formie ukazywał się do 1 marca 1929 roku, kiedy przekształcono go „Times of Malta Weekly” (prekursor „Sunday Times of Malta”). Równocześnie okazywał się dodatek w języku maltańskim Ix-Xemx, później zmieniono ją na Id-Dehen, potem na Il-Berqa. Przestano go wydawać 30 listopada 1968 roku.
Gdy zainteresowanie angielskim dodatkiem Il-Progress wzrosło, lord Strickland szybko podjął decyzję, że można zacząć wydawać go codziennie. Pierwszy numer „The Times of Malta” został wydany 7 sierpnia 1935 roku. Przy wydaniu współpracowano z brytyjskim Security Service.
2 września 1935 roku Mabel Strickland została pierwszym redaktorem „The Times of Malta”. W latach 1935–1950 redagowała również The Sunday Times of Malta. W 1942 roku za bohaterstwo mieszkańców król Jerzy IV odznaczył Maltę Krzyżem Jerzego. Informacja o odznaczeniu pojawiła się na łamach pisma 17 kwietnia, a od następnego dnia obok tytułu po prawej stronie dodano rysunek odznaczenia. Podczas II wojny budynek został dwukrotnie zbombardowany, a 7 kwietnia 1942 roku trafiła go bomba burząc szesnaście pokoi, ale nie niszcząc drukarni. Ze względów bezpieczeństwa od początku wojny do 1945 roku redakcja miała zakaz publikowania prognoz pogody.
6 sierpnia 1960 roku w 25. rocznicę „The Times of Malta”, Strickland napisała, że” The Times of Malta”, pierwotnie gazeta partyjna (Partii Konstytucyjnej, która już nie istnieje) stała się gazetą krajową.
15 października 1979 roku zwolennicy Doma Mintoffa spalili budynek gazety, która nie zawsze pisała dobrze o premierze Malty. Ta data jest znana jako Czarny poniedziałek. W obliczu niebezpieczeństwa redaktor i jego pracownicy musieli opuścić budynek. Drukowanie gazety na następny dzień kontynuowano w drukarni Independence Press. Gazeta wyszła jak zwykle następnego ranka, chociaż w mniejszym nakładzie. Mintoff rok wcześniej zakazał używania nazwy Malta i pismo wychodziło pod nazwą The Times. Do starego tytułu pismo wróciło w 2013 roku.
W 2000 roku powstała strona internetowa timesofmalta.com, która stała się głównym źródłem wiadomości na Malcie i jedną z głównych stron z wiadomościami w regionie Morza Śródziemnego. Od 2013 roku gazeta ma swój program w telewizji Times Talk.

## Siedziba
Wydawnictwo przez 90 lat mieściło się w Valettcie przy St Paul Street w budynku nazywanym Strickland House. Pięciopiętrowy budynek znajduje się w centrum miasta, naprzeciwko Zajazdu Kastylijskiego. 15 października 1979 roku Zwolennicy Partii Pracy podczas tzw. czarnego poniedziałku podpalili budynek. Został on odbudowany, ale na najwyższym piętrze zachowano poczerniały fragment ściany. W 2011 roku z budynku wyprowadziła się drukarnia. W 2017 roku rozpoczęto wyprowadzkę administracji i redakcji gazety. W 2018 roku budynek w Valettcie wystawiono na sprzedaż. Gazeta obecnie mieści się w nowoczesnym kompleksie w Mrieħel.

## Wydawnictwo
W 1935 roku powstało wydawnictwo noszące taka samą nazwę jak czasopismo. W 1939 roku zmieniono ją na Allied Newspapers Limited i ta data jest przyjmowana za początek jego istnienia. Pakiet większościowy Allied Newspapers Limited ma założona w 1979 roku Fundacja Strickland.

## Redaktorzy naczelni
- 2 września 1935 – 1950 Mabel Strickland[2]
- 1950 – 1965 Thomas Hedley[9]
- 1965 – 1990 Charles Grech-Orr[10]
- 1990 – 1993 Ray Bugej[11]
- 1993 – 2003 Victor Aquilina[12]
- 2003 – 2019 Ray Bugej[13]
- 2019 – Herman Grech[14]